# Zespół Szkół Ogólnokształcących i Zawodowych w Lwówku Śląskim
Zespół Szkół Ogólnokształcących i Zawodowych w Lwówku Śląskim – szkoła w Lwówku Śląskim powstała z połączenia Liceum Ogólnokształcącego im. Henryka Brodatego i Zespołu Szkół Zawodowych.

## Historia szkoły
Liceum Ogólnokształcące powstało w 1946 roku z inicjatywy społecznej Towarzystwa Przyjaciół Szkoły Średniej w Lwówku Śląskim. Zespół Szkól Zawodowych rozpoczął swoją działalność w 1979 roku. w obiekcie przedwojennej Szkoły Rolniczej potocznie zwanym „Babcią”. Obecnie dyrektorem szkoły jest Andrzej Bielak.

## Budynek szkoły
Budynek Zespołu Szkół Ogólnokształcących i Zawodowych (ZSOiZ): (wcześniej Liceum) został wzniesiony w latach 1912/1913 według planu miejskiego budowniczego Möllera. Budynek jest zaprojektowany tak, aby wszystkie klasy miały okna skierowane na wschód. Na dachu istnieje platforma do obserwowania nieba. Fasadę zdobią reliefy. Od południa znajduje się zegar słoneczny ze znakami zodiaku. Na fryzie ponad wejściem znajdują się sceny z niemieckich bajek: Szczęśliwy Jaś, Stoliczku nakryj się, Siedmiu zuchów ze Szwabii, Jaś i Małgosia. Pod spodem w obramieniu drzwi przedstawione są dzieci idące do szkoły. Przy trzecim wejścia do szkoły znajduje się mała sadzawka z płaskorzeźbami różnych gatunków ryb, z podobizną suma w centralnej części. Sadzawka nawiązuje do baśni braci Grimm pt. O rybaku i złotej rybce. Przy środkowym portalu wejściowym, na kamiennych filarach wykute zostało czternaście pszczół. To odniesienie do baśni o trzech królewiczach, którym pomogła tytułowa Królowa Pszczół. Nad pszczołami znajdują się postaci dwóch chłopców. Powyżej widać głowę brodatego, długowłosego mężczyzny, który nawiązuje do bajki O diable z trzema złotymi włosami.
Na dziedzińcu dobudowano ujęcie z wodą pitną oraz fontannę z dziewczynką i gęsiami autorstwa rzeźbiarza Pawła Schulca z Wrocławia. Fontanna inspirowana Gęsiareczką braci Grimm nie przetrwała do współczesności. Na szkole znajduje się tablica z okazji 50-lecia z tekstem: 1946–1996. Nauczycielom Liceum Ogólnokształcącego im. Henryka Brodatego we Lwówku Śl. W 50 rocznicę powstania szkoły. Władze miasta. Absolwenci.

## Absolwenci szkoły
- Sylwia Ejdys – lekkoatletka specjalizująca się w biegach średniodystansowych
- Tadeusz Więckowski – rektor Politechniki Wrocławskiej[3]
- Ludwik Kaziów – burmistrz Lwówka Śląskiego